# Sphenoptera banghaasi
Sphenoptera banghaasi es una especie de escarabajo del género Sphenoptera, familia Buprestidae. Fue descrita científicamente por Obenberger en 1915.

## Distribución
Habita en la región paleártica.